# Lago da Pedra
Lago da Pedra là một đô thị thuộc bang Maranhão, Brasil. Đô thị này có diện tích 1636,467 km², dân số năm 2007 là 43188 người, mật độ 26,39 người/km².